# Elecciones municipales de Chiclayo de 2022
Las elecciones municipales de Chiclayo de 2022 se llevaron a cabo el 2 de octubre de 2022 para elegir al alcalde y al Concejo Provincial de Chiclayo para el periodo 2023-2026. La elección se celebró simultáneamente con elecciones regionales y municipales (provinciales y distritales) en todo el Perú.
Como resultado, Janet Cubas Carranza del partido Juntos por el Perú fue electa como alcaldesa provincial de Chiclayo, la primera de la historia. Además, representó el primer triunfo electoral de un partido político de izquierda en la provincia y se alzó como una de las victorias más importantes de Juntos por el Perú a nivel nacional.

## Sistema electoral
La Municipalidad Provincial de Chiclayo es el órgano administrativo y de gobierno de la provincia de Chiclayo. Está compuesta por el alcalde y el Concejo Provincial.
La votación del alcalde y el concejo se realiza en base al sufragio universal, que comprende a todos los ciudadanos nacionales mayores de dieciocho años, empadronados y residentes en la provincia de Chiclayo y en pleno goce de sus derechos políticos, así como a los ciudadanos no nacionales residentes y empadronados en la provincia de Chiclayo. No hay reelección inmediata de alcaldes.
El Concejo Provincial de Chiclayo está compuesto por 15 regidores elegidos por sufragio directo para un período de cuatro (4) años, en forma conjunta con la elección del alcalde (quien lo preside). La votación es por lista cerrada y bloqueada. Se asigna a la lista ganadora los escaños según el método d'Hondt o la mitad más uno, lo que más le favorezca.

## Composición del Concejo Provincial de Chiclayo
La siguiente tabla muestra la composición del Concejo Provincial de Chiclayo antes de las elecciones.
| Partidos | Partidos                 | Regidores |
| -------- | ------------------------ | --------- |
|          | Podemos Perú             | 9         |
|          | Alianza para el Progreso | 2         |
|          | Juntos por el Perú       | 1         |
|          | Primero Lambayeque       | 1         |
|          | Somos Perú               | 1         |
|          | Fuerza Popular           | 1         |

## Elecciones internas
Los partidos políticos realizaron la convocatoria a elecciones internas (15–22 de enero de 2022) para definir a los candidatos de sus organizaciones en listas cerradas y bloqueadas. Se sometieron a elección las candidaturas a:
- Alcaldía Provincial de Chiclayo (1 candidatura).
- Concejo Provincial de Chiclayo (15 candidaturas).
- Alcaldías distritales de Chiclayo (19 candidaturas).
- Concejos distritales de Chiclayo (113 candidaturas).

Existen dos modalidades para la organización de las elecciones internas:
- Modalidad de elección directa: con voto universal, libre, voluntario, igual, directo y secreto de los afiliados. Fue la modalidad utilizada por Alianza para el Progreso,[7] Somos Perú,[8] Movimiento Verde Unido[9] y Partido Patriótico del Perú.[10] Las elecciones se realizaron el 15 de mayo de 2022.
- Modalidad de delegados: a través de delegados previamente elegidos mediante voto universal, libre, voluntario, igual, directo y secreto de los afiliados. Fue la modalidad utilizada por Juntos por el Perú,[11] Fuerza Popular,[12] Movimiento Regional Construyendo,[9] Perú Libre,[13] Avanza País,[14] Renovación Popular[15] y Frente de la Esperanza.[16] Las elecciones se realizaron el 22 de mayo de 2022.

## Partidos y candidatos
A continuación se muestra una lista de los principales partidos y alianzas electorales que participan en las elecciones:
| Candidatura | Candidatura | Partidos y alianzas                          | Candidatos | Candidatos                 | Ideología                                                           | Resultado previo | Resultado previo | Ref.   |
| Candidatura | Candidatura | Partidos y alianzas                          | Candidatos | Candidatos                 | Ideología                                                           | Votos (%)        | Reg.             | Ref.   |
| ----------- | ----------- | -------------------------------------------- | ---------- | -------------------------- | ------------------------------------------------------------------- | ---------------- | ---------------- | ------ |
|             | APP         | Lista - Alianza para el Progreso (APP)       |            | Antonio Uriarte Gonzales   | Liberalismo económico Conservadurismo liberal Populismo de derecha  | 15.90%           | 2                | [ 17 ] |
|             | JP          | Lista - Juntos por el Perú (JP)              |            | Janet Cubas Carranza       | Socialismo democrático Progresismo Antifujimorismo                  | 12.11%           | 1                | [ 17 ] |
|             | C           | Lista - Movimiento Regional Construyendo (C) |            | Óscar Cárpena Recoba       | Regionalismo lambayecano                                            | 7.67%            | 1                | [ 17 ] |
|             | SP          | Lista - Somos Perú (SP)                      |            | Miguel Bartra Grosso       | Democracia cristiana Conservadurismo social                         | 7.02%            | 1                | [ 17 ] |
|             | FP          | Lista - Fuerza Popular (FP)                  |            | Rafael Aita Campodónico    | Fujimorismo Conservadurismo social Populismo de derecha             | 6.87%            | 1                | [ 17 ] |
|             | RP          | Lista - Renovación Popular (RP)              |            | Germán Aurich Zooger       | Ultraconservadurismo Fundamentalismo cristiano Populismo de derecha | 3.83%            | 0                | [ 17 ] |
|             | PL          | Lista - Perú Libre (PL)                      |            | Humberto Monsalve González | Socialismo del siglo XXI Marxismo-leninismo Mariateguismo           | 2.06%            | 0                | [ 18 ] |
|             | AP          | Lista - Acción Popular (AP)                  |            | Carmelo Coci Otoya         | Partido atrapalotodo                                                | Nuevo            | Nuevo            | [ 18 ] |
|             | AvP         | Lista - Avanza País (AvP)                    |            | Luis Romero Peña           | Conservadurismo liberal Liberalismo clásico                         | Nuevo            | Nuevo            |        |
|             | FE          | Lista - Frente de la Esperanza (FE)          |            | Fernando Carpio Cubas      | Reformismo                                                          | Nuevo            | Nuevo            | [ 17 ] |
|             | PPP         | Lista - Partido Patriótico del Perú (PPP)    |            | Gabriela Vidarte Mata      | Nacionalpopulismo Antiglobalismo Nativismo                          | Nuevo            | Nuevo            |        |
|             | MOVER       | Lista - Movimiento Verde Unido (MOVER)       |            | Manuel Arellano Ruiz       | Regionalismo lambayecano                                            | Nuevo            | Nuevo            | [ 18 ] |

## Sondeos de opinión
Las siguientes tablas enumeran las estimaciones de la intención de voto en orden cronológico inverso, mostrando las más recientes primero y utilizando las fechas en las que se realizó el trabajo de campo de la encuesta. Cuando se desconocen las fechas del trabajo de campo, se proporciona la fecha de publicación.
Leyenda:
     Sondeo realizado en el periodo de prohibición legal de la difusión de sondeos de intención de voto.

### Intención de voto
La siguiente tabla enumera las estimaciones ponderadas (sin incluir votos en blanco y nulos) de la intención de voto.
|                                |                   |     |      |      |      |      |      |      |      |     |     |     |     |  |  |
| Elecciones municipales de 2022 | 2 oct 2022        | —   | 20.4 | 14.2 | 13.1 | 11.3 | 10.7 | 10.3 | 6.2  | 4.7 | 4.0 | 3.3 | 6.2 |  |  |
|                                |                   |     |      |      |      |      |      |      |      |     |     |     |     |  |  |
| Ipsos Perú/América             | 2 oct 2022        | ?   | 20.3 | 15.9 | 12.5 | 10.8 | –    | 11.0 | –    | –   | –   | –   | 4.4 |  |  |
| Ipsos Perú/América             | 2 oct 2022        | ?   | 18.1 | 17.5 | 17.3 | 12.2 | 11.1 | 10.7 | –    | –   | –   | –   | 0.6 |  |  |
| Klambp                         | 17–21 sep 2022    | 784 | 26.4 | 19.6 | 10.3 | 7.7  | 9.4  | 4.3  | 6.0  | 3.5 | 3.5 | 1.7 | 6.8 |  |  |
| Global Data Consulting         | 17–20 sep 2022    | 912 | 19.4 | 25.4 | 21.7 | 10.3 | 10.3 | 5.4  | 6.3  | –   | –   | –   | 3.7 |  |  |
| Vox Populi                     | 16–18 sep 2022    | ?   | 18.9 | 24.6 | 21.5 | 11.5 | 11.5 | 6.0  | 6.0  | –   | –   | –   | 3.1 |  |  |
| Vox Populi                     | 9–11 sep 2022     | ?   | 19.3 | 24.8 | 19.3 | 10.0 | 13.6 | 6.5  | 6.5  | –   | –   | –   | 5.5 |  |  |
| Global Data Consulting         | 5–8 sep 2022      | 912 | 20.5 | 26.0 | 20.5 | 7.9  | 11.1 | 5.3  | 6.4  | –   | –   | –   | 5.5 |  |  |
| Klambp                         | 5–8 sep 2022      | 784 | 19.4 | 15.4 | 13.9 | 7.2  | 13.5 | 4.7  | 5.1  | 4.4 | 4.0 | 1.6 | 4.0 |  |  |
| Decide Tú                      | 3–5 sep 2022      | ?   | 17.8 | 14.9 | 24.6 | 11.8 | 11.4 | 7.3  | –    | 6.8 | 1.7 | –   | 6.8 |  |  |
| Vox Populi                     | 26–28 ago 2022    | ?   | 19.8 | 23.8 | 19.8 | 9.4  | 11.5 | 5.4  | 7.5  | –   | –   | –   | 4.0 |  |  |
| Global Data Consulting         | 21–24 ago 2022    | 912 | 22.3 | 25.2 | 17.5 | 8.0  | 12.7 | 4.8  | 6.3  | –   | –   | –   | 2.9 |  |  |
| Opina Perú                     | 22 ago 2022       | ?   | 21.6 | 19.5 | 14.1 | 7.1  | 21.2 | 6.0  | 7.0  | 3.5 | –   | –   | 0.4 |  |  |
| Klambp                         | 19–21 ago 2022    | 792 | 22.9 | 20.4 | 9.8  | 7.3  | 16.4 | 2.9  | 5.8  | 2.5 | 1.5 | 2.5 | 2.5 |  |  |
| Quantum Muchick                | 15–20 ago 2022    | ?   | 22.5 | 15.3 | 22.2 | 9.7  | –    | 22.2 | –    | –   | –   | –   | 0.3 |  |  |
| Decide Tú                      | 14–16 ago 2022    | ?   | 15.5 | 25.4 | 9.6  | 7.3  | 16.5 | 6.8  | –    | 4.5 | 2.7 | –   | 8.9 |  |  |
| Klambp                         | 10–13 ago 2022    | ?   | 18.0 | 18.4 | 8.0  | 11.6 | 15.0 | –    | 6.8  | –   | –   | –   | 0.4 |  |  |
| Global Data Consulting         | 6–9 ago 2022      | 912 | 22.8 | 24.4 | 16.0 | 8.4  | 13.4 | 5.0  | 6.6  | –   | –   | –   | 1.6 |  |  |
| Klambp                         | 26 jul–1 ago 2022 | 340 | 22.4 | 20.7 | 11.7 | 9.0  | 13.8 | 4.8  | 10.5 | 3.6 | 1.2 | 2.1 | 1.7 |  |  |
| Opina Perú                     | 29 jul 2022       | ?   | 21.5 | 19.0 | 14.1 | 7.2  | 21.0 | 6.9  | 7.0  | 3.4 | –   | –   | 0.5 |  |  |
| Klambp                         | 22–24 jul 2022    | ?   | 21.0 | 20.6 | 15.0 | 5.6  | 18.4 | 3.0  | 12.6 | 1.9 | 0.8 | 1.1 | 0.4 |  |  |
| Decide Tú                      | 22–24 jul 2022    | ?   | 15.1 | 24.7 | 18.7 | 12.8 | –    | 7.9  | –    | 6.2 | 3.9 | –   | 6.0 |  |  |
| Quantum Muchick                | 15–21 jul 2022    | ?   | 18.1 | 16.4 | 18.5 | 12.6 | –    | 16.8 | –    | –   | –   | –   | 0.4 |  |  |
| Global Data Consulting         | 15–18 jul 2022    | 912 | 24.1 | 24.1 | 16.2 | 6.8  | 13.1 | 5.2  | 6.8  | –   | –   | –   | —   |  |  |
| Klambp                         | 30 jun–6 jul 2022 | ?   | 21.6 | 19.5 | 14.8 | 5.8  | 18.9 | 1.6  | 15.8 | 1.0 | 0.6 | 0.6 | 1.9 |  |  |
| Global Data Consulting         | 18–21 jun 2022    | 912 | 25.9 | 25.9 | 18.8 | 11.6 | –    | 3.6  | –    | 3.6 | –   | 3.6 | —   |  |  |
| Klambp                         | 5–14 jun 2022     | ?   | 24.3 | 20.0 | 13.8 | 6.2  | –    | 10.5 | 5.2  | 8.6 | 4.7 | 7.1 | 4.3 |  |  |
| Decide Tú                      | 5–7 jun 2022      | ?   | 13.5 | 20.0 | 25.5 | 11.1 | –    | 5.7  | –    | 6.8 | 2.7 | –   | 5.5 |  |  |
| Klambp                         | 3–5 jun 2022      | ?   | 23.4 | 23.3 | 16.3 | 11.2 | –    | 6.5  | 8.2  | 2.5 | 0.5 | 1.9 | 0.1 |  |  |
| Global Data Consulting         | 15–18 may 2022    | 912 | 25.3 | 24.4 | 18.8 | 12.9 | –    | 2.8  | –    | 3.2 | –   | 3.2 | 0.9 |  |  |
| Klambp                         | 12–14 may 2022    | ?   | 22.9 | 22.6 | 13.2 | 7.9  | –    | 7.3  | 6.3  | 5.3 | 3.7 | 5.0 | 0.3 |  |  |
| Global Data Consulting         | 15–18 abr 2022    | 894 | 25.9 | 23.7 | 19.5 | 12.9 | –    | 2.0  | –    | 3.0 | –   | 3.0 | 2.2 |  |  |
| Klambp                         | 25–28 mar 2022    | ?   | 19.9 | 15.2 | 12.1 | 6.9  | –    | 1.8  | –    | 1.3 | 0.3 | 1.0 | 4.7 |  |  |
| Decide Tú                      | 15–17 mar 2022    | ?   | 16.5 | 12.6 | 23.3 | 8.7  | 7.3  | 3.1  | –    | 5.6 | 1.1 | 1.7 | 6.8 |  |  |
| Global Data Consulting         | 20–23 feb 2022    | ?   | 20.8 | 18.8 | 11.4 | 11.4 | 9.5  | 2.8  | –    | –   | –   | 2.8 | 2.0 |  |  |
| Decide Tú                      | 27–29 ene 2022    | ?   | 14.1 | 12.6 | 20.6 | 7.5  | 8.6  | 2.8  | –    | 5.4 | 1.0 | 1.7 | 6.5 |  |  |
| Klambp                         | 22–26 ene 2022    | ?   | 16.4 | 11.1 | 5.1  | 5.6  | 12.6 | 2.8  | –    | 2.4 | 0.1 | 0.8 | 5.3 |  |  |
| Global Data Consulting         | 22–25 ene 2022    | ?   | 19.4 | 15.1 | 9.7  | 11.7 | 11.7 | 2.1  | –    | –   | –   | 2.3 | 4.3 |  |  |

### Preferencias de voto
La siguiente tabla enumera las preferencias de voto en bruto (incluyendo blancos, viciados y sin respuesta) y no ponderadas.
| Encuestadora/Medio             | Fecha             | Muestra | Janet Cubas | Antonio Uriarte | Luis Romero | Miguel Bartra | Rafael Aita | Óscar Cárpena | Carmelo Coci | Gabriela Vidarte | Fernando Carpio | Germán Aurich | Humberto Monsalve | B/V  | NS/NO | Dif. |  |  |  |  |
| ------------------------------ | ----------------- | ------- | ----------- | --------------- | ----------- | ------------- | ----------- | ------------- | ------------ | ---------------- | --------------- | ------------- | ----------------- | ---- | ----- | ---- |  |  |  |  |
| Encuestadora/Medio             | Fecha             | Muestra |             |                 |             |               |             |               |              |                  |                 |               |                   |      |       |      |  |  |  |  |
| Elecciones municipales de 2022 | 2 oct 2022        | —       |             |                 |             |               |             |               |              |                  |                 |               |                   |      | –     |      |  |  |  |  |
|                                |                   |         |             |                 |             |               |             |               |              |                  |                 |               |                   |      |       |      |  |  |  |  |
| Klambp                         | 17–21 sep 2022    | 784     | 22.1        | 16.4            | 7.9         | 8.6           | 6.4         | 3.6           | 5.0          | 4.3              | 2.9             | 1.4           | 2.9               | –    | 16.4  | 5.7  |  |  |  |  |
| Global Data Consulting         | 17–20 sep 2022    | 912     | 16.1        | 21.0            | 8.5         | 18.0          | 8.5         | 4.5           | 5.2          | –                | –               | –             | –                 | –    | 17.2  | 3.0  |  |  |  |  |
| Vox Populi                     | 16–18 sep 2022    | ?       | 15.8        | 20.5            | 9.6         | 17.9          | 9.6         | 5.0           | 5.0          | –                | –               | –             | –                 | –    | 16.6  | 2.6  |  |  |  |  |
| Vox Populi                     | 9–11 sep 2022     | ?       | 14.9        | 19.1            | 10.5        | 14.9          | 7.7         | 5.0           | 5.0          | –                | –               | –             | –                 | –    | 22.9  | 4.2  |  |  |  |  |
| Global Data Consulting         | 5–8 sep 2022      | 912     | 15.9        | 20.2            | 8.6         | 15.9          | 6.1         | 4.1           | 5.0          | –                | –               | –             | –                 | –    | 22.3  | 4.3  |  |  |  |  |
| Klambp                         | 5–8 sep 2022      | 784     | 18.1        | 14.4            | 12.6        | 13.0          | 6.7         | 4.4           | 4.8          | 8.1              | 4.1             | 1.5           | 3.7               | –    | 6.7   | 3.7  |  |  |  |  |
| Decide Tú                      | 3–5 sep 2022      | ?       | 13.5        | 11.3            | 8.6         | 18.7          | 8.9         | 5.5           | –            | –                | 5.2             | –             | 1.3               | –    | 24.3  | 5.2  |  |  |  |  |
| Vox Populi                     | 26–28 ago 2022    | ?       | 14.6        | 17.5            | 8.5         | 14.6          | 6.9         | 4.0           | 5.5          | –                | –               | –             | –                 | –    | 26.4  | 2.9  |  |  |  |  |
| Global Data Consulting         | 21–24 ago 2022    | 912     | 15.9        | 18.0            | 9.1         | 12.5          | 5.7         | 3.4           | 4.5          | –                | –               | –             | –                 | –    | 28.6  | 2.1  |  |  |  |  |
| Opina Perú                     | 22 ago 2022       | ?       | 15.5        | 14.0            | 15.2        | 10.1          | 5.1         | 4.3           | 5.0          | –                | 2.5             | –             | –                 | –    | 28.3  | 0.3  |  |  |  |  |
| Klambp                         | 19–21 ago 2022    | 792     | 15.7        | 14.0            | 11.3        | 6.7           | 5.0         | 2.0           | 4.0          | 5.7              | 1.7             | 1.7           | 1.0               | –    | 31.3  | 1.7  |  |  |  |  |
| Quantum Muchick                | 15–20 ago 2022    | ?       | 15.0        | 10.2            | –           | 14.8          | 6.5         | 14.8          | –            | –                | –               | –             | –                 | –    | 33.2  | 0.2  |  |  |  |  |
| Decide Tú                      | 14–16 ago 2022    | ?       | 10.9        | 17.9            | 11.7        | 6.8           | 5.2         | 4.8           | –            | –                | 3.2             | –             | 1.9               | –    | 29.4  | 6.2  |  |  |  |  |
| Klambp                         | 10–13 ago 2022    | ?       | 14.8        | 15.1            | 12.3        | 6.6           | 9.5         | –             | 5.6          | 7.7              | –               | –             | –                 | –    | 17.9  | 0.3  |  |  |  |  |
| Global Data Consulting         | 6–9 ago 2022      | 912     | 15.5        | 16.6            | 9.1         | 10.9          | 5.7         | 3.4           | 4.5          | –                | –               | –             | –                 | –    | 32.0  | 1.1  |  |  |  |  |
| Klambp                         | 26 jul–1 ago 2022 | 340     | 16.2        | 15.0            | 10.0        | 8.5           | 6.5         | 3.5           | 7.6          | –                | 2.6             | 1.5           | 0.9               | –    | 27.6  | 1.2  |  |  |  |  |
| Opina Perú                     | 29 jul 2022       | ?       | 15.3        | 13.5            | 14.9        | 10.0          | 5.1         | 4.9           | 5.0          | –                | 2.4             | –             | –                 | –    | 28.9  | 0.4  |  |  |  |  |
| Klambp                         | 22–24 jul 2022    | ?       | 15.5        | 15.2            | 13.6        | 11.1          | 4.1         | 2.2           | 9.3          | –                | 1.4             | 0.8           | 0.6               | –    | 26.2  | 0.3  |  |  |  |  |
| Decide Tú                      | 22–24 jul 2022    | ?       | 10.3        | 16.7            | –           | 12.6          | 8.7         | 5.4           | –            | –                | 4.2             | –             | 2.7               | –    | 32.3  | 4.1  |  |  |  |  |
| Quantum Muchick                | 15–21 jul 2022    | ?       | 10.8        | 9.8             | –           | 11.0          | 7.5         | 10.0          | –            | –                | –               | –             | –                 | –    | 40.4  | 0.2  |  |  |  |  |
| Global Data Consulting         | 15–18 jul 2022    | 912     | 15.9        | 15.9            | 8.6         | 10.7          | 4.5         | 3.4           | 4.5          | –                | –               | –             | –                 | –    | 34.1  | —    |  |  |  |  |
| Klambp                         | 30 jun–6 jul 2022 | ?       | 15.2        | 13.7            | 13.3        | 10.4          | 4.1         | 1.1           | 11.1         | –                | 0.7             | 0.4           | 0.4               | –    | 29.6  | 1.5  |  |  |  |  |
| Global Data Consulting         | 18–21 jun 2022    | 912     | 14.5        | 14.5            | –           | 10.5          | 6.5         | 2.0           | –            | –                | 2.0             | 2.0           | –                 | –    | 44.0  | —    |  |  |  |  |
| Klambp                         | 5–14 jun 2022     | ?       | 16.4        | 13.5            | –           | 9.3           | 4.2         | 7.1           | 3.5          | –                | 5.8             | 4.8           | 3.2               | –    | 32.4  | 2.9  |  |  |  |  |
| Decide Tú                      | 5–7 jun 2022      | ?       | 9.7         | 14.4            | –           | 18.4          | 8.0         | 4.1           | –            | –                | 4.9             | –             | 1.9               | –    | 28.0  | 4.0  |  |  |  |  |
| Klambp                         | 3–5 jun 2022      | ?       | 15.1        | 15.0            | –           | 10.5          | 7.2         | 4.2           | 5.3          | –                | 1.6             | 1.2           | 0.3               | –    | 35.6  | 0.1  |  |  |  |  |
| Global Data Consulting         | 15–18 may 2022    | 912     | 13.5        | 13.0            | –           | 10.0          | 6.9         | 1.5           | –            | –                | 1.7             | 1.7           | –                 | –    | 46.7  | 0.5  |  |  |  |  |
| Klambp                         | 12–14 may 2022    | ?       | 14.8        | 14.6            | –           | 8.5           | 5.1         | 4.7           | 4.1          | –                | 3.4             | 3.2           | 2.4               | –    | 35.4  | 0.2  |  |  |  |  |
| Global Data Consulting         | 15–18 abr 2022    | 894     | 13.0        | 11.9            | –           | 9.8           | 6.5         | 1.0           | –            | –                | 1.5             | 1.5           | –                 | –    | 49.8  | 1.1  |  |  |  |  |
| Klambp                         | 25–28 mar 2022    | ?       | 12.3        | 9.4             | –           | 7.5           | 4.3         | 1.1           | –            | –                | 0.8             | 0.6           | 0.2               | 21.5 | 16.6  | 2.9  |  |  |  |  |
| Decide Tú                      | 15–17 mar 2022    | ?       | 11.7        | 8.9             | 5.2         | 16.5          | 6.2         | 2.2           | –            | –                | 4.0             | 1.2           | 0.8               | –    | 29.0  | 4.8  |  |  |  |  |
| Global Data Consulting         | 20–23 feb 2022    | ?       | 11.0        | 9.9             | 5.0         | 6.0           | 6.0         | 1.5           | –            | –                | –               | 1.5           | –                 | –    | 47.2  | 1.1  |  |  |  |  |
| Decide Tú                      | 27–29 ene 2022    | ?       | 9.7         | 8.7             | 5.9         | 14.2          | 5.2         | 1.9           | –            | –                | 3.7             | 1.2           | 0.8               | –    | 31.0  | 4.5  |  |  |  |  |
| Klambp                         | 22–26 ene 2022    | ?       | 12.1        | 8.2             | 9.3         | 3.8           | 4.1         | 2.1           | –            | –                | 1.8             | 0.6           | 0.1               | 14.1 | 12.1  | 3.9  |  |  |  |  |
| Global Data Consulting         | 22–25 ene 2022    | ?       | 10.0        | 7.8             | 6.0         | 5.0           | 6.0         | 1.1           | –            | –                | –               | 1.2           | –                 | –    | 48.5  | 2.2  |  |  |  |  |
| Global Data Consulting         | 18–21 dic 2021    | ?       | 9.2         | 5.0             | 5.5         | 5.0           | 6.0         | 1.1           | –            | –                | –               | –             | –                 | –    | 48.6  | 3.2  |  |  |  |  |
| Klambp                         | 10–13 dic 2021    | ?       | 13.5        | 7.5             | 8.1         | 7.3           | 9.9         | 5.8           | –            | –                | –               | –             | –                 | 11.5 | 13.8  | 3.6  |  |  |  |  |
| Decide Tú                      | 23–25 nov 2021    | ?       | 9.4         | 8.5             | 4.9         | 12.2          | 5.2         | –             | –            | –                | –               | –             | –                 | –    | 30.9  | 2.8  |  |  |  |  |
| Global Data Consulting         | 20–22 nov 2021    | ?       | 9.0         | 5.0             | 5.0         | 6.2           | 5.0         | –             | –            | –                | –               | –             | –                 | –    | 48.0  | 2.8  |  |  |  |  |
| Klambp                         | 27–31 oct 2021    | ?       | 9.6         | 4.8             | 5.1         | 3.8           | 6.3         | –             | –            | –                | –               | –             | –                 | 16.4 | 19.6  | 3.3  |  |  |  |  |
| Decide Tú                      | 6–8 sep 2021      | ?       | 7.6         | 5.1             | 3.8         | 10.8          | –           | –             | –            | –                | –               | –             | –                 | –    | 33.7  | 3.2  |  |  |  |  |
| Global Data Consulting         | 6–8 ago 2021      | ?       | 12.5        | 7.4             | 3.9         | 6.0           | 2.0         | –             | –            | –                | –               | –             | –                 | –    | 43.8  | 5.1  |  |  |  |  |
| Klambp                         | 29–31 jul 2021    | ?       | 10.4        | 5.5             | 4.2         | 5.1           | 3.2         | –             | –            | –                | –               | –             | –                 | 23.5 | 15.6  | 4.9  |  |  |  |  |

## Resultados

### Sumario general
| |                                       |              |              |              |           |           |
| Partidos y coaliciones | Partidos y coaliciones                | Voto popular | Voto popular | Voto popular | Regidores | Regidores |
| Partidos y coaliciones | Partidos y coaliciones                | Votos        | %            | +/−          | Total     | +/−       |
| | Juntos por el Perú (JP)               | 89,851       | 20.39        | +8.28        | 9         | +8        |
| | Alianza para el Progreso (APP)        | 62,369       | 14.15        | –1.75        | 2         | ±0        |
| | Somos Perú (SP)                       | 57,629       | 13.08        | +6.06        | 1         | ±0        |
| | Fuerza Popular (FP)                   | 49,811       | 11.30        | +4.43        | 1         | +1        |
| | Avanza País (AvP)                     | 47,140       | 10.70        | Nuevo        | 1         | +1        |
| | Movimiento Regional Construyendo (C)1 | 45,516       | 10.33        | +2.66        | 1         | ±0        |
| | Acción Popular (AP)                   | 27,176       | 6.17         | n/a          | 0         | ±0        |
| | Frente de la Esperanza (FE)           | 20,816       | 4.72         | Nuevo        | 0         | ±0        |
| | Perú Libre (PL)2                      | 17,810       | 4.04         | +1.98        | 0         | ±0        |
| | Renovación Popular (RP)3              | 14,617       | 3.32         | –0.51        | 0         | ±0        |
| | Movimiento Verde Unido (MOVER)        | 6,400        | 1.45         | Nuevo        | 0         | ±0        |
| | Partido Patriótico del Perú (PPP)     | 1,509        | 0.39         | Nuevo        | 0         | ±0        |
| |                                       |              |              |              |           |           |
| Total | Total                                 | 440,644      |              |              | 15        | ±0        |
| |                                       |              |              |              |           |           |
| Votos válidos | Votos válidos                         | 440,644      | 84.66        | +8.43        |           |           |
| Votos en blanco | Votos en blanco                       | 29,231       | 5.62         | –6.24        |           |           |
| Votos nulos | Votos nulos                           | 50,597       | 9.72         | –2.18        |           |           |
| Votos emitidos | Votos emitidos                        | 520,472      | 77.02        | –2.99        |           |           |
| Abstenciones | Abstenciones                          | 155,332      | 22.98        | +2.99        |           |           |
| Votantes registrados | Votantes registrados                  | 675,804      |              |              |           |           |
| |                                       |              |              |              |           |           |
| Fuente: |                                       |              |              |              |           |           |
| Notas al pie: 1 Comparado con los resultados de Primero Lambayeque (PrL) en las elecciones de 2018. 2 Comparado con los resultados de Perú Libertario (PL) en las elecciones de 2018. 3 Comparado con los resultados de Solidaridad Nacional (SN) en las elecciones de 2018. |                                       |              |              |              |           |           |
| Notas al pie: |                                       |              |              |              |           |           |
| 1 Comparado con los resultados de Primero Lambayeque (PrL) en las elecciones de 2018. 2 Comparado con los resultados de Perú Libertario (PL) en las elecciones de 2018. 3 Comparado con los resultados de Solidaridad Nacional (SN) en las elecciones de 2018.               |                                       |              |              |              |           |           |

### Concejo Provincial de Chiclayo
| Cargo                            | Autoridad electa                     | Partido político | Partido político                 |
| -------------------------------- | ------------------------------------ | ---------------- | -------------------------------- |
| Alcaldesa Provincial de Chiclayo | Janet Cubas Carranza                 |                  | Juntos por el Perú               |
| Regidor Provincial de Chiclayo   | Jorge Arévalo Chilón                 |                  | Juntos por el Perú               |
| Regidora Provincial de Chiclayo  | María Quispe Alejandría              |                  | Juntos por el Perú               |
| Regidor Provincial de Chiclayo   | Rogerio Custodio Cachay              |                  | Juntos por el Perú               |
| Regidora Provincial de Chiclayo  | Giovana Sabarburu Torres de Gonzales |                  | Juntos por el Perú               |
| Regidor Provincial de Chiclayo   | Fernando Fernández Gil               |                  | Juntos por el Perú               |
| Regidora Provincial de Chiclayo  | Amariles Castro Huerta               |                  | Juntos por el Perú               |
| Regidor Provincial de Chiclayo   | Ricardo Castillo Díaz                |                  | Juntos por el Perú               |
| Regidora Provincial de Chiclayo  | Rocío Idrogo Barboza                 |                  | Juntos por el Perú               |
| Regidor Provincial de Chiclayo   | Carlos Gonzales Garcia               |                  | Juntos por el Perú               |
| Regidor Provincial de Chiclayo   | Gilmer Díaz Chanamé                  |                  | Alianza para el Progreso         |
| Regidora Provincial de Chiclayo  | Miriam Huancas Guerrero              |                  | Alianza para el Progreso         |
| Regidor Provincial de Chiclayo   | Pedro Soto Herrera                   |                  | Somos Perú                       |
| Regidora Provincial de Chiclayo  | Kattia Araujo Gonzáles               |                  | Fuerza Popular                   |
| Regidor Provincial de Chiclayo   | Andrés Puell Varas                   |                  | Avanza País                      |
| Regidor Provincial de Chiclayo   | Giancarlo Cesaro Raffo               |                  | Movimiento Regional Construyendo |

## Elecciones municipales distritales

### Sumario general
| Partidos y coaliciones | Partidos y coaliciones                | Voto popular | Voto popular | Voto popular | Alcaldías | Alcaldías |
| Partidos y coaliciones | Partidos y coaliciones                | Votos        | %            | +/−          | Total     | +/−       |
| --- | ------------------------------------- | ------------ | ------------ | ------------ | --------- | --------- |
| | Alianza para el Progreso (APP)        | 52,145       | 18.91        | +2.86        | 5         | +1        |
| | Movimiento Regional Construyendo (C)1 | 42,944       | 15.57        | +13.24       | 3         | +3        |
| | Juntos por el Perú (JP)               | 32,870       | 11.92        | +8.46        | 1         | ±0        |
| | Avanza País (AvP)                     | 32,706       | 11.86        | Nuevo        | 3         | +3        |
| | Somos Perú (SP)                       | 25,936       | 9.41         | +5.74        | 3         | +2        |
| | Fuerza Popular (FP)                   | 22,347       | 8.10         | –1.13        | 0         | –1        |
| | Acción Popular (AP)                   | 21,000       | 7.62         | –1.98        | 2         | +1        |
| | Perú Libre (PL)2                      | 15,179       | 5.50         | +1.86        | 1         | +1        |
| | Frente de la Esperanza (FE)           | 13,790       | 5.00         | Nuevo        | 0         | ±0        |
| | Renovación Popular (RP)3              | 9,708        | 3.52         | –0.98        | 1         | ±0        |
| | Movimiento Verde Unido (MOVER)        | 3,731        | 1.35         | Nuevo        | 0         | ±0        |
| | Partido Morado (PM)                   | 2,972        | 1.08         | Nuevo        | 0         | ±0        |
| | Partido Patriótico del Perú (PPP)     | 430          | 0.16         | Nuevo        | 0         | ±0        |
| |                                       |              |              |              |           |           |
| Total | Total                                 | 275,758      |              |              | 20        | ±0        |
| |                                       |              |              |              |           |           |
| Votos válidos | Votos válidos                         | 275,758      | 84.16        | +2.86        |           |           |
| Votos en blanco | Votos en blanco                       | 25,312       | 7.72         | –0.53        |           |           |
| Votos nulos | Votos nulos                           | 26,594       | 8.12         | –2.33        |           |           |
| Votos emitidos | Votos emitidos                        | 327,664      | 78.18        | –2.49        |           |           |
| Abstenciones | Abstenciones                          | 91,474       | 21.82        | +2.49        |           |           |
| Votantes registrados | Votantes registrados                  | 419,138      |              |              |           |           |
| |                                       |              |              |              |           |           |
| Fuente: |                                       |              |              |              |           |           |
| Notas al pie: 1 Comparado con los resultados de Primero Lambayeque (PrL) en las elecciones de 2018. 2 Comparado con los resultados de Perú Libertario (PL) en las elecciones de 2018. 3 Comparado con los resultados de Solidaridad Nacional (SN) en las elecciones de 2018. |                                       |              |              |              |           |           |
| Notas al pie: |                                       |              |              |              |           |           |
| 1 Comparado con los resultados de Primero Lambayeque (PrL) en las elecciones de 2018. 2 Comparado con los resultados de Perú Libertario (PL) en las elecciones de 2018. 3 Comparado con los resultados de Solidaridad Nacional (SN) en las elecciones de 2018.               |                                       |              |              |              |           |           |

### Resultados por distrito
La siguiente tabla enumera el control de los distritos de la provincia de Chiclayo. El cambio de mando de una organización política se resalta del color de ese partido.
| Distrito            | Alcalde(sa) titular      | Partido político | Partido político         | Alcalde(sa) electo(a)       | Partido político | Partido político         |
| ------------------- | ------------------------ | ---------------- | ------------------------ | --------------------------- | ---------------- | ------------------------ |
| Cayaltí             | José Chamaya Alva        |                  | Podemos Perú             | Carlos Rodríguez Ordóñez    |                  | Somos Perú               |
| Chongoyape          | Roger Santa Cruz Flores  |                  | Partido Aprista Peruano  | Juan Herrera Murillos       |                  | Alianza para el Progreso |
| Eten                | Nilton Chafloque Córdova |                  | Alianza para el Progreso | Iván Reque Ñiquén           |                  | Avanza País              |
| Eten Puerto         | Ewerd Díaz Periche       |                  | Solidaridad Nacional     | Luis Baca Castañeda         |                  | Construyendo             |
| José Leonardo Ortiz | Wilder Guevara Díaz      |                  | Podemos Perú             | Elber Requejo Sánchez       |                  | Juntos por el Perú       |
| La Victoria         | Raúl Olivera Morales     |                  | Podemos Perú             | Edwin Vásquez Sánchez       |                  | Alianza para el Progreso |
| Lagunas             | Esteffany Álvarez Oliva  |                  | Somos Perú               | Segundo Castillo Espinoza   |                  | Avanza País              |
| Monsefú             | Manuel Pisfil Miñope     |                  | Partido Aprista Peruano  | Ewrin Huertas Uceda         |                  | Acción Popular           |
| Nueva Arica         | Dani Chamay Ramírez      |                  | Fuerza Popular           | Sixto Guerrero Rivas        |                  | Construyendo             |
| Oyotún              | Marco Flores Serrano     |                  | Acción Popular           | Moisés Fernández Guevara    |                  | Construyendo             |
| Pátapo              | Juan Guevara Torres      |                  | Alianza para el Progreso | José Tarrillo Nunton        |                  | Somos Perú               |
| Picsi               | Carlos Sánchez Medina    |                  | Juntos por el Perú       | Juan Coronado Sánchez       |                  | Acción Popular           |
| Pimentel            | José Palacios Pinglo     |                  | Podemos Perú             | Enrique Navarro Cacho-Sousa |                  | Alianza para el Progreso |
| Pomalca             | Julio Lazo Pomares       |                  | Partido Aprista Peruano  | Manfri Bernal Yovera        |                  | Perú Libre               |
| Pucalá              | Álvaro Vásquez Benavides |                  | Podemos Perú             | José Estela Campos          |                  | Avanza País              |
| Reque               | Julio Huerta Ciurlizza   |                  | Alianza para el Progreso | Manuel Neciosup Rivera      |                  | Renovación Popular       |
| Santa Rosa          | Augusto Sipión Barrios   |                  | Siempre Unidos           | Esteban Jacinto Isique      |                  | Somos Perú               |
| Saña                | Luis Urbina Andonaire    |                  | Alianza para el Progreso | Aladino Mori Centurión      |                  | Avanza País              |
| Tumán               | Ruperto Ipanaqué Zapata  |                  | Democracia Directa       | Julio Gálvez Marrufo        |                  | Alianza para el Progreso |